# Circolo del Rheinwald
Il circolo del Rheinwald (in tedesco Kreis Rheinwald) era un dei circoli che costituivano il distretto di Hinterrhein, in Svizzera.
Prendeva il nome dalla regione del Rheinwald (dal latino Rhenis vallis, valle del Reno, in romancio Valrain).
Comprendeva quattro comuni: Hinterrhein, Nufenen, Splügen e Sufers.

## Storia
Anche se questa terra era già conosciuta dai romani per via del valico alpino, il territorio cominciò ad esser sfruttato nel medioevo. Nel XIII secolo la Rheinwald fu invasa dai Walser, inoltre la valle era contesa dai baroni De Sacco e i baroni Von Vaz.
Dopo la morte di Donat Von Vaz, il territorio passò sotto il dominio dei Conti von Werdenberg-Sargans che a loro volta lo vendettero al condottiero Gian Giacomo Trivulzio.
Nel 1636 entrò a far parte della Lega Grigia.
Il circolo è stato abolito il 31 dicembre 2015, in concomitanza con l'abolizione dei distretti e l'entrata in vigore delle regioni.